# Девис, Эдуард
Эдвард Девис (англ. Edward Davis) — английский флибустьер.
Точное время и место рождения Эдварда Девиса неизвестно. В 1685—1687 годах крейсировал вдоль берегов Центральной и Южной Америки и разграбил много городов Перу и Чили.
«Энциклопедический словарь Брокгауза и Ефрона» приписывает ему открытие в 1687 году острова Пасхи.